# Wolston, Warwickshire
Wolston är en ort och civil parish i Storbritannien.   Den ligger i grevskapet Warwickshire och riksdelen England, i den södra delen av landet, 130 km nordväst om huvudstaden London. Wolston ligger 75 meter över havet och antalet invånare är 2 725.
Terrängen runt Wolston är platt. Runt Wolston är det ganska tätbefolkat, med 248 invånare per kvadratkilometer. Närmaste större samhälle är Coventry, 8,6 km väster om Wolston. Trakten runt Wolston består till största delen av jordbruksmark.